# Unione Valdera
L'Unione Valdera è un'unione di comuni della Toscana, in provincia di Pisa, formata dai comuni di: Bientina, Buti, Calcinaia, Capannoli, Casciana Terme Lari, Chianni, Palaia e Pontedera.
La sede principale dell'Unione Valdera e dei suoi organi amministrativi (consiglio, giunta, direzione amministrativa) è a Pontedera in via Brigate Partigiane 4.

## Geografia fisica
L'Unione Valdera ha attualmente una popolazione di circa 79.000 abitanti. La popolazione è in lieve crescita ed è influenzata anche da flussi migratori provenienti da paesi extraeuropei.
L'Unione Valdera ha una dimensione inferiore ai 600 km² e si trova collocata lungo il corso del basso Valdarno. È attraversata da numerose strade tra cui la superstrada Firenze-Pisa-Livorno.
La Valdera ha definito una strategia di sviluppo locale fondata su due distinti assi: prevalentemente manifatturiero e di servizi per la parte nord, a vocazione agricola e turistica nell'Alta Valdera collinare (sud). L'Unione Valdera ha un'economia fondata su piccole e medie imprese, tra cui però emergono anche gli stabilimenti della società Piaggio dove si continuano a produrre e ad assemblare alcuni veicoli a due ruote (Vespa, Ape e motori), ma in dimensione molto ridotta rispetto agli anni ottanta/novanta. Nella Valdera sono presenti anche un certo numero di aziende agricole con una discreta produzione di vino e olio, oltreche di altre produzioni tipiche. In Valdera sono presenti aree di raccolta dei tartufi.
La superstrada FI-PI-LI e la ferrovia connettono la Valdera all'asse regionale Pisa – Firenze e attraverso questi due snodi a tutta l'Italia. L'Unione dista 20 km da Pisa e 60 da Firenze ed è posta sulla linea ferroviaria che collega i due aeroporti, gestiti dalla medesima società, con agevole accesso a molte rotte internazionali.
L'agricoltura rappresenta, soprattutto per i comuni della zona collinare dell'Unione, una fonte di occupazione e di reddito abbastanza rilevante, con presenza di prodotti tipici e aziende viti-vinicole anche di rilievo nazionale.
Sensibilmente sviluppata è la pratica di agricoltura sociale, che associa tradizioni e stili propri delle comunità rurali tradizionali a bisogni della società contemporanea. Essa è uno strumento di sviluppo locale e di inclusione per le categorie svantaggiate, che impiega le risorse dell'agricoltura e della zootecnia, in presenza di piccoli gruppi, familiari e non, che operano nelle aziende agricole, per promuovere azioni terapeutiche, di riabilitazione, di inclusione sociale e lavorativa, di ricreazione, di educazione, oltre a servizi utili per la vita quotidiana.

## Assetto societario
L'Unione Valdera è stata costituita il 30 ottobre 2008 ed è al momento una delle più grandi a livello nazionale per dimensione demografica e la prima costituita nella Regione Toscana. Dal 2008 ad oggi c'è stato un incremento graduale delle competenze operative, con recesso di 3 comuni (Crespina, Santa Maria a Monte e Ponsacco) posti nelle aree di confine e una fusione tra 2 comuni (il nuovo comune fuso è rimasto all'interno dell'Unione).
Le linee di indirizzo più recenti rafforzano l'idea di una gestione integrata del territorio e delle politiche locali e di una gestione dei servizi sempre più integrata per sotto-ambiti, in una logica di ottimizzazione dei fattori ma di relativa prossimità dell'accesso ai servizi da parte dei cittadini.
L'Unione acquisisce le entrate correlate ai servizi gestiti: tariffe dei servizi scolastici, somme derivanti dalle contravvenzioni al Codice della Strada, recupero evasione. Il bilancio dell'Unione è alimentato principalmente da trasferimenti dei comuni soci, che versano le quote necessarie a garantire il regolare svolgimento delle funzioni attribuite all'Unione (il personale prima operante nei comuni è stato trasferito in forza all'Unione). Il Consiglio dell'Unione è composto di 32 membri più 12 sindaci. La Giunta dell'Unione è formata dai 12 sindaci dei comuni aderenti.
All'Unione sono state attribuite una pluralità di funzioni e servizi, riconducibili a quattro grandi ambiti: 1) servizi sociali, educativi, formativi e dell'istruzione, 2) protezione dell'ambiente e del territorio 3) sviluppo economico e turistico, 4) servizi tecnici e di amministrazione generale. Ciascun ambito è stato sviluppato con 'geometrie' e modelli organizzativi diversi: non tutti i comuni aderenti partecipano a tutti i servizi e,a partire dalla constatazione che il livello ottimale di esercizio varia da funzione a funzione, l'operatività e i livelli di responsabilità delle stesse sono più o meno ampi in rapporto alle diverse esigenze sottese.  L'Unione gestisce tutto il sistema della refezione scolastica della Valdera e le connesse azioni di educazione alimentare.  Nell'ambito delle politiche di sviluppo rurale, di competenza regionale, sostiene le aziende del settore agricolo attraverso interventi di facilitazione e sostegno a mercati contadini, mercatali, spacci aziendali, oltre ad implementare il sistema di agricoltura sociale, che conta oggi più di venti aziende iscritte nell'apposito Albo. 
In ambito agricolo, l'Unione ha partecipato all'elaborazione del Piano provinciale del Cibo, quale strategia di approccio globale alle problematiche del cibo.
Per l'agricoltura sociale, c'è invece un tavolo di
co-decisione permanente cui partecipano le aziende agricole e i servizi socio-sanitari ASL
L'Unione ha espresso fin dall'inizio nel proprio Statuto alcune finalità strategiche 'trasversali', attraverso le quali orientare l'azione dei molti attori in gioco nel processo di integrazione: sviluppare nel proprio ambito e territorio le pari opportunità (garantire a tutti i cittadini dell'area i medesimi diritti di accesso ai servizi, con particolare riguardo ai residenti nei piccoli comuni), l'efficienza e il contenimento dei costi (conseguire economie di scala attraverso l'uso integrato dei fattori di produzione), la qualità dei servizi (aumentare la specializzazione degli addetti per un miglior servizio al pubblico), l'elaborazione di politiche integrate unitarie, (impiegare al meglio le vocazioni e potenzialità di ciascun territorio), l'aumento del peso politico dell'area (elevare la forza contrattuale della zona rispetto ai livelli politici e amministrativi sovraordinati).